# El Carmen de Atrato
El Carmen de Atrato is een gemeente in het Colombiaanse departement Chocó. De gemeente telt 7076 inwoners (2005).